# NetSurf
NetSurf — мінімалістичний багато-платформовий веббраузер, який здатен працювати на системах з декількома десятками мегабайт пам'яті. Випускається для Linux, Windows, Haiku, AmigaOS, RISC OS і різних Unix-подібних систем. Код браузера написаний мовою Сі і поширюється під ліцензією GPLv2.

## Можливості
Браузером підтримуються вкладки, закладки, відтворення ескізів сторінок, автодоповнення URL в адресному рядку, масштабування сторінок, HTTPS, SVG, інтерфейс для управління Cookie, режим збереження сторінок із зображеннями, стандарти HTML 4.01, CSS 2.1 і частково HTML5. Надається обмежена підтримка JavaScript, яка за замовчуванням відключена. Сторінки відображаються за допомогою власного браузерного рушія, основу якого складають бібліотеки Hubbub, LibCSS і LibDOM. Для обробки JavaScript застосовується рушій Duktape.

## Історія
Розробляється з 2002 року, спочатку призначався для RISC OS. На сайті Drobe Launchpad, присвяченому цій операційній системі, визнавався кращим некомерційним програмним продуктом року в 2004, 2006, 2007 і 2008 роках.
З червня 2004 року почалася робота над версією, заснованої на наборі інструментів GTK+, використання цього набору інструментів дозволило запускати браузер під Linux і BSD.
Перша стабільна версія вийшла 19 травня 2007.
У 2008 році в браузері з'явилася можливість працювати безпосередньо з кадровим буфером, без використання будь-якого прошарку.

## Виноски
1. ↑  https://www.netsurf-browser.org/downloads/windows/ (дата звернення: 08.04.2024)
2. ↑  Netsurf | Downloads. Архів оригіналу за 28 жовтня 2020. Процитовано 20 липня 2014.
3. ↑  Williams, Chris (31 грудня 2004). Best of 2004 awards results. Drobe Launchpad. Архів оригіналу за 11 квітня 2019. Процитовано 15 лютого 2011. [Архівовано 2019-04-11 у Wayback Machine.]
4. ↑  Best of 2006 awards results. Drobe Launchpad. 31 грудня 2006. Архів оригіналу за 8 червня 2011. Процитовано 15 лютого 2011.
5. ↑  Best of 2007 awards results. Drobe Launchpad. 31 грудня 2007. Архів оригіналу за 8 червня 2011. Процитовано 15 лютого 2011.
6. ↑  Drobe Awards 2008: The results. Drobe Launchpad. 31 грудня 2008. Архів оригіналу за 28 січня 2011. Процитовано 15 лютого 2011. [Архівовано 2011-01-28 у Wayback Machine.]
7. ↑  Subversion revision 993, NetSurf Source Repository, архів оригіналу за 25 липня 2019, процитовано 25 липня 2019
8. ↑  NetSurf 1.0 is worth millions on paper. Drobe Launchpad. Архів оригіналу за 18 липня 2011. Процитовано 25 липня 2019. [Архівовано 2011-07-18 у Wayback Machine.]